# دریای سرخ
دریای سرخ (به عربی: البحرالاحمر) خلیجی از اقیانوس هند است که میان شبه‌جزیرهٔ عربستان و شمال شرقی قارهٔ آفریقا قرار دارد. دهانهٔ باب‌المندب آن را به اقیانوس هند پیوند می‌دهد. کانال سوئز در شمال آن را به دریای مدیترانه وصل می‌کند. همسایگان این دریا کشورهای عربستان سعودی، یمن، جیبوتی، اریتره، سودان، مصر،فلسطین( اسرائیل )و اردن می‌باشند. این دریا حد فاصل میان دو قارهٔ آسیا و آفریقا است.

مساحت آن ۴۳۸٬۰۰۰ کیلومتر مربع است که از این حیث پانزدهمین دریای جهان به‌شمار می‌رود. دریای سرخ حدود ۲٬۲۵۰ کیلومتر طول دارد و وسیع‌ترین قسمت آن ۳۵۵ کیلومتر پهنا دارد. عمیق‌ترین نقطهٔ آن حدود ۳۰۴۰ متر عمق دارد و عمق متوسط این دریا ۴۹۰ متر است. دریای سرخ از طریق کانال سوئز به دریای مدیترانه و از طریق باب‌المندب (تنگه مندب) با خلیج عدن و اقیانوس هند ارتباط دارد. همچنین خلیج عقبه در دریای سرخ واقع شده است.

پیشتر به این دریا، دریای قلزم گفته می‌شد. آن را بحر العربی  (به عربی: بحر العربی) و دریای حجاز نیز می‌نامیدند.

## نام

دریای سرخ و کشورهای همسایهٔ آن

بیشتر دریاها به دلیل بازتابش رنگ آسمان به رنگ آبی هستند و به همین دلیل وقتی دریا طوفانی است به رنگ خاکستری دیده می‌شوند. اما دو دریا در حالت عادی به رنگ آبی نیستند یکی دریای سیاه که تقریباً سیاه دیده می‌شود و یکی هم دریای سرخ است. در دریای سرخ مقادیر زیادی از نوعی جلبک به نام خاک‌اره دریایی اریتره وجود دارد که مرگ آن‌ها رنگ دریا را به رنگ قهوه‌ای مایل به سرخ درمی‌آورد. هرچند که معمولاً دریا به رنگ آبی–سبز تیره است.

با توجه به اینکه رنگ هر شیئی بر اثر بازتابش نور مشخص می‌شود، بنابراین ترکیبات موجود در آب می‌توانند طیف‌های خاصی از نور را باز تابانند. از این‌رو چون آب خالص بی‌رنگ است، رنگ آن تابع مواد معلق در آن است.